# Почесні громадяни Кременчука
Поче́сний громадяни́н мі́ста Кременчука́ — звання, встановлене з метою заохочення та стимулювання найактивніших громадян, які працюють на благо міста Кременчука.
З часів Радянського Союзу і до сьогодні звання Почесного мають 30 кременчужан:
У 2010 році було введені зміни до процедури нагородження: звання перестали надавати посмертно, також урочистість відбуватиметься раз на п'ять років, без винятків. Присвоювання відбуватиметься на день міста — 29 вересня. Термін останньої подачі пропозицій — 29 червня того року, у якому буде нагородження. Упродовж липня та серпня проходить громадське обговорення кандидатур, раніше обговорення велося тільки депутатами міської та районних рад.

## Почесні громадяни

### Російська імперія
Історія виникнення звання «Почесний громадянин» у Російській імперії сягає XVIII століття. Це був привілейований стан, утворений урядовим маніфестом 10 квітня 1832 року. Отримати звання можна було по праву спадковості (потомствене), на підставі прохання про запис до почесних громадян чи на основі окремого подання відповідних міністерств. Звання почесних громадянин надавалося кандидатам, студентам та випускникам університетів, учням комерційних училищ, випускникам гімназій, артистам імператорських театрів, дітям церковнослужителів, особам після десяти років «корисної діяльності на загальне благо», а також за особисті заслуги перед державою.
Органам місцевого самоврядування надавалося право присвоювати звання почесного громадянства певного міста особам, що відзначилися у громадській чи благочинній діяльності. У Кременчуці на кінець XIX століття проживало 492 почесні громадянина.
До переліку почесних відносяться:
| № | Фото | П. І. П.       | Роки життя | Рід діяльності, нагороди | Дата присвоєння |
| - | ---- | -------------- | ---------- | --- | --------------- |
| 1 |      | Герасимов І.   | ?-?        | Особистий почесний громадянин. Голова ради Крюківського комерційного товариства взаємного кредиту, завідувач Крюківського притулку для бідних ім. Г. Чуркіна, член опікунської ради Кременчуцької жіночої гімназії                                                                                                | ?               |
| 1 |      | Верховський П. | ?-?        | Особистий почесний громадянин. Незмінно обіймав посаду заступника (товариша) директора Кременчуцького міського громадського банку з 1887 до 1917 років | ?               |
| 1 |      | Роговський С.  | ?-?        | Потомственний почесний громадянин, помічник бухгалтера Кременчуцького міського громадського банку, член опікунської ради Кременчуцької жіночої гімназії, голова товариства допомоги учням і ученицям народних училищ Кременчука і посада Крюкова, голова розпорядчої комісії народної аудиторії ім. О. С. Пушкіна | ?               |
| 1 |      | Залкінд А.     | ?-?        | Потомственний почесний громадянин, власник лісопильного заводу у Крюкові, казначей товариства сприяння заснуванню в посаді Крюкові середнього навчального закладу. | ?               |
| 1 |      | Масленников О. | ?-?        | Особистий почесний громадянин, завідувач відділення комісії допомоги біженцям під час Першої світової війни. | ?               |

### Радянський період
29 вересня 1967 року з присвоєнням звання почесного громадянина Кременчуку — Семену Бутиріну, Михайлу Дімарі та космонавту Олексію Леонову, почалося відродження традицій почесного громадянства, яке було скасоване після Жовтневого перевороту. За роки радянської влади звання «Почесний громадянин міста Кременчука» були удостоєні 8 осіб.
Уперше звання було присвоєне 1967 року.
| № | Фото | П. І. П.                      | Роки життя                    | За що нагороджений                                                                                          | Рід діяльності, нагороди | Дата присвоєння |
| - | ---- | ----------------------------- | ----------------------------- | --- | --- | --------------- |
| 1 |      | Бутирін Семен Андрійович      | 1899-1970                     | За особливі заслуги в боротьбі за встановлення радянської влади в місті.                                    | Брав участь у Радянсько-українській та Другій світовій війнах. | 29 вересня 1967 |
| 2 |      | Дімара Михайло Васильович     | 1876–1979                     | За заслуги в розвитку системи охорони здоров'я в місті.                                                     | Все життя присвятив охороні здоров'я мешканців міста. | 29 вересня 1967 |
| 3 |      | Леонов Олексій Архипович      | 30 травня 1934-11 жовтня 2019 | | Льотчик-космонавт СРСР, двічі Герой Радянського Союзу, навчався у Кременчуцькому льотному училищі цивільної авіації.                                                                    | 29 вересня 1967 |
| 4 |      | Січний Іван Микитович         | 1893-1982                     | За активну участь у встановленні радянської влади в Кременчуці та організації робітничо-селянської міліції. | Учасник Першої світової війни. Нагороджений багатьма орденами та медалями. | 24 серпня 1971  |
| 5 |      | Приходько Іван Митрофанович   | 1910-1991                     | За великий внесок в розбудову промисловості та соціальної сфери в Кременчуці.                               | Герой Соціалістичної Праці. У різні роки — директор Крюківського вагонобудівного та Кременчуцького автомобільного заводів.                                                              | 29 січня 1981   |
| 6 |      | Андрієнко Григорій Юхимович   | 1907-2000                     | За активну участь у відбудові народного господарства міста в післявоєнні роки.                              | Працював на вагонобудівному заводі. У різні роки — секретар парткому заводу, другий секретар міськкому партії.                                                                          | 22 вересня 1983 |
| 7 |      | Іпатенко Ольга Микитівна      | 8 жовтня 1925—8 січня 2010    | За багаторічну плідну роботу в будівництві.                                                                 | Герой Соціалістичної Праці. | 14 жовтня 1986  |
| 8 |      | Пономарьова Галина Миколаївна | 8 жовтня 1925—8 січня 2006    | За значний внесок у розвиток освіти в місті та плідну педагогічну діяльність.                               | Двадцять один рік була директором школи № 5 — з жовтня 1967 року. Сімнадцять років була головою ради ветеранів Автозаводського району Кременчука — з 1987 року, після виходу на пенсію. | 20 жовтня 1987  |

### Україна
Перше звання почесного кременчужанина за часів Незалежності було присвоєно 22 грудня 1994 року лікару та педагогу Валентині Федько.
| №  | Фото | П. І. П.                        | Роки життя                      | За що нагороджений | Рід діяльності, нагороди | Дата присвоєння |
| -- | ---- | ------------------------------- | ------------------------------- | --- | --- | --------------- |
| 1  |      | Федько Валентина Тимофіївна     | 1913—1 березня 2006             | За великий внесок в організацію міської системи охорони здоров'я. | У 1944 році, повернувшись з евакуації до Кременчука, очолила Кременчуцьку дитячу консультацію. Разом з тим працювала і лікарем Будинку дитини, міським педіатром. З 1949 по 1970 — директор Кременчуцького медичного училища. Медичній та педагогічній діяності вона присвятила 51 рік життя. | 22 грудня 1994  |
| 2  |      | Коротич Сергій Тарасович        | 1915-1996                       | За заслуги в організації міської системи освіти, плідну педагогічну діяльність. | Директор школи № 23 Кременчука. З 1956 року, кавалер ордена Леніна. З 1977 року завідував Кременчуцьким міським відділом освіти | 12 квітня 1995  |
| 3  |      | Матійченко Володимир Федорович  | 1931-2013                       | За великий внесок у будівельну галузь міста, будівництво житла та об'єктів соціально-побутового призначення. | Керував будівельним управлінням «Житлобуд». За час його керівництва житловою організацією в Кременчуці було збудовано 650 тисяч квадратних метрів житла, 31 навчальний, 14 лікувальних та 12 дошкільних закладів, 6 культурних центрів, 27 комунальних споруд. Зокрема, керував чи брав участь у будівництві: першої дев'ятиповерхівки, Міського палацу культури, річкового вокзалу, пологового будинку, адмінприміщення міської ради, корпусів університету Кременчука та машинобудівного технікуму. | 19 вересня 1996 |
| 4  |      | Єпішов Георгій Якович           | 1914-2008                       | За великий внесок в справу благоустрою міста — створення парків, скверів, бульварів. | Довгий час очолював лісгосп та лісозахисну станцію. Майже 20 років був керівником зеленого господарства Кременчука. | 19 вересня 1996 |
| 5  |      | Залудяк Микола Іванович         | 1941-2010                       | За значний особистий внесок в розвиток міста, становлення державності в Україні. | Тривалий час очолював міську партійну організацію. Депутат Верховної Ради УРСР. Заслужений працівник промисловості України. | 19 вересня 1996 |
| 6  |      | Кисельов Володимир Вікторович   | 1 січня 1957-7 січня 2021       | | Рекордсмен СРСР, Європи та світу, чемпіон XXII Олімпійських ігор із штовхання ядра. Заслужений майстер спорту СРСР, почесний громадянин штату Техас (США). | 26 грудня 1996  |
| 7  |      | Маслов Володимир Єлисейович     | 1933-2007                       | За особистий внесок в розвиток освіти, науки та культури в місті, підготовку інженерних кадрів. | Перший директор Кременчуцького філіалу ХПІ. Професор, заслужений працівник освіти України, академік і член-кореспондент ряду академій. | 4 вересня 1997  |
| 8  |      | Федорченко Віктор Михайлович    | 1935-2006                       | За особистий внесок в справу охорони материнства та дитинства в місті, розвиток акушерсько-гінекологічної служби. | З 1971 року головний лікар Кременчуцького міського пологового будинку, головний лікар-акушер міста. | 4 вересня 1997  |
| 9  |      | Литвиненко Володимир Іванович   | 1938-2011                       | За заслуги в справі підготовки кваліфікованих медичних кадрів для медичних закладів міста та області. | З 1966 року хірург другої міської лікарні міста Кременчука. 1970 року призначений на посаду директора Кременчуцького медичного училища. Заслужений лікар України. | 30 грудня 1997  |
| 10 |      | Провізіон Феодосій Харитонович  | 24 січня 1928 - 14 березня 2024 | За значний особистий внесок в розвиток педіатрії, охорони дитинства та материнства. | У 1965–2002 роках головний лікар кременчуцької міської дитячої лікарні. Заслужений лікар України. | 30 грудня 1997  |
| 11 |      | Матицин Володимир Митрофанович  | нар. 20 травня 1945             | За особисті заслуги перед містом, значний особистий внесок в розвиток нафтопереробної галузі промисловості міста та України. | Працював спочатку начальником цеху, а потім головою правління транснаціональної компанії «Укртатнафта». Голова Всуукраїнського благодійного фонду «Джерела Дніпра». | 10 вересня 1998 |
| 12 |      | Леготкін Геннадій Іванович      | нар. 26 квітня 1946             | За видатні особисті заслуги перед містом, активну громадську діяльність, розвиток вітчизняного машинобудування. | Працював спочатку заступником начальника цеху, а потім головою правління ВАТ «Кременчуцький колісний завод». | 27 вересня 2001 |
| 13 |      | Василенко Станіслав Кузьмич     | нар. 16 серпня 1940             | За видатні особисті заслуги перед містом, розвиток магістральних нафтопроводів в Україні. | З 1994 року голова правління ДАТ «ПДМН». 2001 року призначений першим заступником голови правління ВАТ «Укртранснафта». | 27 вересня 2001 |
| 14 |      | Приходько Володимир Іванович    | нар. 14 жовтня 1942             | За видатні особисті заслуги перед містом, розвиток українського вагонобудування. | З 1986 року — директор ВНДПТІ вагонобудування. З 1994 року голова правління ДАТ «ПДМН». З 2001 року — перший заступник голови правління ВАТ «Укртранснафта». 1978 року головний інженер Крюківського вагонобудівного заводу. З квітня 2003 року президент концерну «Крюківський вагонзавод». | 24 вересня 2002 |
| 15 |      | Білоусько Іван Порфирович       | 28 червня 1936-8 червня 2010    | За видатні особисті заслуги перед містом. | З 1961 року коваль Кременчуцького автомобільного заводу. | 25 вересня 2003 |
| 16 |      | Парнета Михайло Павлович        | нар. 8 серпня 1929              | За видатні особисті заслуги перед містом. | Хірург-ординатор другої міської лікарні, завідувач хірургічного відділу, а з 1963 по 2002 роки — завідувач хірургічного відділу вузлової лікарні станції Кременчук. | 23 вересня 2004 |
| 17 |      | Коваленко Андрій Володимирович  | нар. 2 січня 1949               | За видатні особисті заслуги перед містом. | З 1985 року — заступник начальника локомотивного депо станції Кременчук, з 1986 — секретар парткому локомотивного депо. 1988 року очолив виконком Крюківської районної ради, став її головою. | 29 вересня 2005 |
| 18 |      | Коваленко Володимир Миколайович | нар. 15 липня 1952              | За видатні особисті заслуги перед містом. | На початку 1980-х років працював на Кременчуцькому автомобільному заводі. З 1982 року — на партійній роботі. У березні 1990 року став головою Автозаводської районної ради, яку очолює і по сьогодні. | 29 вересня 2005 |
| 19 |      | Акімов Віктор Іванович          | нар. 24 лютого 1946             | За видатні особисті заслуги перед містом. | З 1979 року — голова Кременчуцької профспілки медичних працівників. З січня 1984 року — головний лікар Кременчуцької СЕС, головний державний санітарний лікар міста Кременчука. Неодноразово був обраний депутатом Автозаводської районної ради, Кременчуцької міської ради, Полтавської обласної ради. Заслужений лікар України. | 26 вересня 2006 |
| 20 |      | Черниш Микола Костянтинович     | нар. 6 грудня 1948              | За багаторічний вагомий внесок у соціально-економічний та культурний розвиток і процвітання міста, активну громадську діяльність. | З 1967 року почав працювати на Кременчуцькому автомобільному заводі, де пройшов шлях від слюсаря-складальника складального цеху до заступника генерального директора — директора виробництва ХК «АвтоКрАЗ». З серпня 2005 року — виконавчий директор ТОВ «Кременчуцький автоскладальний завод». Заслужений машинобудівник України. | 30 жовтня 2007  |
| 21 |      | Комір Віталій Михайлович        | нар. 9 листопада 1936           | За багаторічний вагомий внесок у соціально-економічний та культурний розвиток і процвітання міста, активну громадську діяльність. | Доктор технічних наук, професор, завідувач кафедри технічної механіки Кременчуцького національного університету ім. М. Остроградського з першого дня її існування (1974 р.). Під керівництвом професора Коміра В. М. створена наукова школа (1980 р.) по дослідженню механізму руйнування твердих тіл при імпульсному навантаженні та розробці методів керування дією вибуху. | 23 вересня 2008 |
| 22 |      | Климук Петро Ілліч              | нар. 10 липня 1942              | | Льотчик-космонавт СРСР (№ 26), двічі Герой Радянського Союзу (1973, 1975), генерал-полковник авіації. У 1959–1960 роках учився у школі початкового навчання льотчиків у Кременчуці | 24 вересня 2013 |
| 23 |      | Просяник Тамара Дмитрівна       | нар. 18 грудня 1951             | За активну громадську діяльність, патріотизм, незламну боротьбу за справедливість та встановлення прав, свободи людини, велику пропагандистську діяльність серед населення, впровадження ідеалів незалежності і суверенітету в місті і в Україні                                                         | Член Національної спілки журналістів України, організатор, головний редактор та видавець всеукраїнського тижневика «Інформаційний бюлетень» | 27 вересня 2016 |
| 24 |      | Загірняк Михайло Васильович     | нар. 25 вересня 1947            | За багаторічний вагомий внесок в освітній, науковий, соціально-економічний, спортивний, культурний розвиток і процвітання міста, активну громадську діяльність та з нагоди 445-річчя заснування міста Кременчука                                                                                         | Ректор Кременчуцького національного університету імені Михайла Остроградського, доктор технічних наук, професор | 27 вересня 2016 |
| 25 |      | Литвиненко Микола Миколайович   | нар. 22 травня 1956             | За багаторічну відданість справі служіння людям, небайдуже ставлення до вирішення проблемних питань стану воєнних конфліктів та членів їх родин, особистий внесок у розвиток медичної галузі, зразкове виконання службових обов'язків, уміле керівництво медичним підприємством, активну життєву позицію | Заслужений лікар України, лікар вищої категорії, директор Комунального підприємства «Кременчуцький обласний клінічний шпиталь для ветеранів війни» | 3 вересня 2019  |